# Archives of Orthopaedic and Trauma Surgery
Archives of Orthopaedic and Trauma Surgery (int. abgekürzt Arch Orthop Trauma Surg) ist eine peer-reviewed wissenschaftliche Fachzeitschrift, die vom Springer-Verlag veröffentlicht wird. Die Zeitschrift wurde 1903 unter dem Titel Archiv für Orthopädie, Mechanotherapie und Unfallchirurgie von dem Würzburger Orthopäden Jakob Riedinger gegründet. Der Titel wurde 1919 unter den damaligen Herausgebern Hermann Gocht, Fritz König und Georg Hohmann in Archiv für orthopädische und Unfall-Chirurgie, mit besonderer Berücksichtigung der Frakturenlehre und der orthopädisch-chirurgischen Technik und 1978 schließlich in Archives of Orthopaedic and Traumatic Surgery geändert. Seit 1988 (Band 108) erscheint die Zeitschrift unter dem heute gebräuchlichen Titel mit zwölf Ausgaben pro Jahr. Es werden hauptsächlich Arbeiten veröffentlicht, die sich mit Fragen der Orthopädie und Traumatologie, sowie Arthroskopie und orthopädischen Sportmedizin beschäftigen. Auf den Seiten der Zeitschrift beim Springer-Verlag sind inzwischen sämtliche Backissues bis 1903 online verfügbar. Seit 2016 ist das Journal zudem mit Accounts bei Twitter und Facebook in den sozialen Medien vertreten.
Der Impact Factor der Zeitschrift liegt im Jahr 2022 bei 2,3. Nach der Statistik des ISI Web of Knowledge wird die Zeitschrift in der Kategorie Chirurgie an Stelle 88/197 und in der Kategorie Orthopädie an Stelle 36/77 geführt. Es handelt sich somit in beiden Kategorien um ein Q2 Journal. In der Kategorie Orthopedic Medicine & Surgery der 20 Top Publikationen bei Google Scholar belegt die Zeitschrift Rang 19.